# Патуссон, Сверри
Сверри Патуссон (фар. Sverre Patursson; 22 сентября 1871, Чирчубёвур, о. Стреймой, Фарерские острова — 10 ноября 1960) — фарерский писатель
, журналист, переводчик, орнитолог и эколог. Один из первых писателей, писавших на фарерском языке.

## Биография
Родился в богатой фермерской семье на острове Стреймой. Правнук фарерского национального героя Нёлсояра Полла. Младший брат общественной деятельницы, актрисы, поэтессы, писательницы, драматурга Хелены Патуссон (1864—1916) и политика, писателя и поэта Йоуаннеса Патуссона (1866—1946).
Образование получил в Дании и Норвегии. В 1895 году основал первый молодежный союз Фарерских островов Sólarmagn.
В 1898—1902 годах издавал собственный журнал Fuglaframi. Занимался журналистикой. Будучи приверженцем сохранения экологии Фарер, в своих статьях часто рассказывал о дикой природе Фарерских островов и птицах. Стремился сделать Фарерские острова известными внешнему миру, автор ряда статей для туристов, посещающих острова. Много путешествовал, жил в Норвегии, Швеции и Германии.
В 1914 году перевёл на фарерский язык «Робинзона Крузо» Даниэля Дефо.

## Избранные публикации
- Dagdvølja, 1901
- Nøkur orð um hin føroyska dansin, 1908
- Fra Færøernes næringsveie i tekst og billeder, Kria. 1918
- Móti loysing, 1925
- Landaskipan og figgjarlig viðurskiftur i fristatinum Føroyar, 1928
- Fuglar og folk, 1935
- Fram við Sugguni : søgur, greinir, røður og yrkingar., 1971
- Fuglaframi: 1898—1902, 1972
- Fra Færøernes næringsveie i tekst og billeder : med historisk oversigt, 1982
- Ábal og aðrar søgur, 2004